# Haram (Noruega)
Haram era un antic municipi del comtat de Møre og Romsdal, Noruega. El 2016 tenia 9.200 habitants i una superfície de 260.58 km². El centre administratiu del municipi era el poble de Brattvåg.